# Montpinchon
Montpinchon é uma comuna francesa na região administrativa da Normandia, no departamento Mancha. Estende-se por uma área de 16,97 km². Em 2010 a comuna tinha 533 habitantes (densidade: 31,4 hab./km²).